# Diana Barrows
Diana Barrows (ur. 23 stycznia 1966 roku w Nowym Jorku) – amerykańska aktorka i wokalistka.

## Filmografia
- 1987: Córeczki milionera (Rags to Riches)
- 1988: Charles in Charge
- 1988: Addicted to His Love
- 1988: Piątek, trzynastego VII: Nowa krew (Friday the 13th Part VII: The New Blood)
- 1988: Koszmary Freddy'ego (Freddy's Nightmares)
- 1989: She's Out of Control
- 1989: The Favorite
- 1989: My Mom's a Werewolf
- 1989: Węzły lądowania (Knots Landing)
- 1990: Empty Nest
- 1990: The Adventures of Ford Fairlane
- 1990: The End of Innocence
- 1991: ProStars
- 1992: Space Case
- 1997: Un homme
- 2007: Does God Exist?
- 2008: Naked Killer
- 2009: His Name Was Jason: 30 Years of Friday the 13th
- 2013: Crystal Lake Memories: The Complete History of Friday the 13th